# 이지민 (레이싱 모델)
이지민(1988년 12월 19일 ~ )은 대한민국의 레이싱 모델이다.  키 172 몸무게 50

## 경력

### 레이싱모델 경력
- 2017년 - 서울모터쇼 클럽 넘버원 포즈모델
- 2016년 - 서울오토살롱 레이싱모델
- 2015년 - 서울모터쇼 닛산 레이싱모델
- 2013년 - 서울오토살롱 레이싱모델
- 2013년 - 서울모터쇼 닛산 레이싱모델
- 2012년 - 서울오토살롱 레이싱모델
- 2012년 - 금호타이어 전속 레이싱모델
- 2012년 - 오토모티브위크 소낙스 레이싱모델
- 2011년 - 서울모터쇼 레이싱모델
- 2010년 - 부산국제모터쇼 레이싱모델
- 2010년 - 대구남산동모터쇼 레이싱모델

## 수상
- 2015 - 제4회 한국 레이싱모델 어워즈 최우수 포토제닉상